# Науково-технічна бібліотека Державного університету "Київський авіаційний інститут"
Науко́во-техні́чна бібліоте́ка Державного університе́ту "Київський авіаційний інститут" (НТБ ДУ "КАІ") є однією з найбільших бібліотек ВНЗ м. Києва та найбільшою в галузі цивільної авіації України.
Була створена у 1947 р. на базі факультетських бібліотек вищого навчального закладу. Фонди налічують біля двох з половиною мільйонів видань з різних галузей знань, науки та культури. Видання авіаційної тематики з фонду бібліотеки є найповнішим зібранням в Україні. Бібліотека має назву науково-технічної, але за змістом фонду та характером довідково-інформаційної роботи її можна назвати бібліотекою універсального профілю.
Багатствами бібліотеки користуються близько 17 тисяч читачів та абонентів міжбібліотечного абонемента. За один рік її відвідують понад 700 тисяч користувачів, а кількість виданої їм літератури перевищує два мільйони примірників.
Бібліотека розміщується в окремому приміщенні, займає площу 6,9 тисяч квадратних метрів. До послуг читачів — 6 абонементів та 10 читальних залів, електронний каталог на літературу, яка надходить до бібліотеки з 1994 року, електронна база аналітичних матеріалів з періодики та довідково-пошуковий апарат у картковому вигляді.
Науково-технічна бібліотека є місцем зустрічей студентів з науковцями, діячами літератури та мистецтва, ветеранами. Тут проводяться читацькі конференції, літературно-тематичні вечори, усні журнали, бібліографічні огляди.

## Фонди
У фондах науково-технічної бібліотеки зібрано більше двох мільйонів примірників друкованих та електронних видань (в тому числі іноземними мовами).
Щорічно бібліотека отримує понад 7 тисяч назв нових книг та CD, а також передплачує понад 400 назв журналів, газет та інформаційних видань.

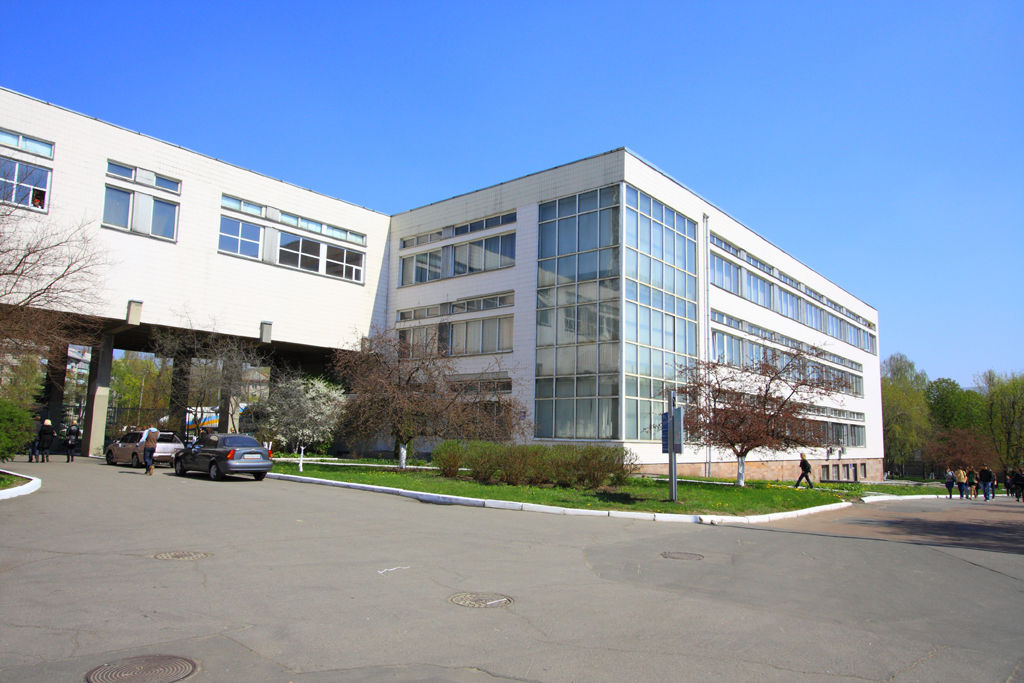
Головний корпус НТБ НАУ
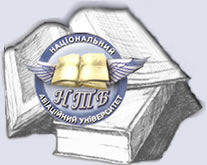
Емблема НТБ НАУ

Фонд бібліотеки укомплектований літературою з тематики усіх навчальних дисциплін ДУ "КАІ": науковими виданнями, матеріалами довідкового та універсального змісту.
Бібліотека зберігає літературу різних видів: книги, журнали, газети, нормативно-технічні документи, матеріали ІСАО, документи на електронних носіях.
У фонді НТБ понад 900 примірників цінних та рідкісних видань, переважно авіаційної тематики.
Серед них – унікальні книги з повітроплавання, видані у 1890-1925 рр., труди М.Жуковського, література з проектування, експлуатації, ремонту літаків 30-40х років ХХ ст., енциклопедія Блокгауза і Ефрона 1890-1904 рр., художні твори кінця XIX ст.

## Довідково-пошуковий апарат
Головною частиною довідкового апарату бібліотеки є електронний каталог (ЕК). Він дає повну уяву про фонди бібліотеки, дозволяє читачам із найменшими витратами часу знайти літературу. Суттєвим доповненням до ЕК є електронна база даних (ЕБД) аналітичних матеріалів авіаційної тематики та з питань вищої школи, електронна картотека книгозабезпеченості
Крім того, до уваги читачів генеральна довідкова картотека статей універсального змісту, топографічний каталог та допоміжні каталоги і картотеки на окремі частини фонду. 

## Відділ комплектування
Відділ комплектування спільно з фахівцями інститутів НАУ забезпечує необхідний обсяг матеріалів з усіх відповідних галузей знань, організовує передплату журналів, газет, видань науково-технічної інформації, електронних баз даних. Здійснює електронне замовлення та облік фондів, веде електронну картотеку забезпеченості навчального процесу та наукової діяльності університету.
На основі автоматизованої бібліотечної інформаційної системи (АБІС) “УФД/Бібліотека” відділ працює над вдосконаленням усіх технологічних процесів шляху документа в НТБ, зокрема, над скороченням терміну від моменту одержання інформації про необхідну літературу до появи її у фонді НТБ.
Відділ удосконалює технологію підготовки електронних звітних документів, впроваджує зручні форми спілкування з науковцями та викладачами, відповідальними за формування фонду для забезпечення навчального процесу в університеті.
В межах відповідного модуля АБІС “УФД/Бібліотека” відділ комплектування здійснює інвентарний та сумарний облік нових надходжень, первинний бібліографічний опис, штрихове кодування, розподіл літератури між підрозділами та списання літератури у НТБ.

## Відділ наукової обробки документів та організації каталогів
Наукова обробка нових видань включає повний бібліографічний опис, присвоєння систематичного та поличного шифрів кожному документу, визначення ключових слів і тематичних рубрик за діючими міжнародними та українськими стандартами.
Відділ є відповідальним за створення системи каталогів як загальнобібліотечних (алфавітного, систематичного, генерального), так і службових, складених на підсобні фонди підрозділів бібліотеки, що обслуговують читачів.
Важливим завданням відділу є вдосконалення технологічних процесів обробки видань, їх коригування відповідно до вимог автоматизованих систем та змін і доповнень у таблиці класифікації.
Фахівці відділу наукової обробки літератури та організації каталогів беруть участь у процесі видання навчально-методичної літератури на базі видавництва ДУ "КАІ" – систематизують ці матеріали за таблицями класифікації та визначають авторські знаки для правильного зберігання і швидкого пошуку. 

## Відділ інформаційно-аналітичної та довідково-бібліографічної роботи
Одним з найважливіших напрямків діяльності відділу є організація інформаційно-бібліографічного обслуговування читачів з використанням традиційного довідково-пошукового апарату (ДПА) бібліотеки, який складається з системи каталогів, картотек, підсобного фонду довідкових, бібліографічних та реферативних видань.
У відділі ведеться головна довідкова картотека (ГДК), яка складається з двох частин і аналітично розкриває публікації з гуманітарних наук та публікації з питань авіабудування, експлуатації та економіки повітряного транспорту.
Оперативне інформування фахівців університету ведеться з використанням цифрових носіїв інформації, а саме: електронного каталогу (ЕК) фонду НТБ, електронної бібліографічної бази даних (ЕББД) з питань авіації та проблем вищої освіти, бази даних НБ ім.Вернадського “Бібліотека-суспільству”, УРЖ “Джерело”, РРЖ “Воздушный транспорт”, відповідних сайтів Інтернету.
Відділ інформаційної та довідково-бібліографічної роботи допомагає користувачам: 
- виявити публікації за певний період часу з тематики, яка їх цікавить
- виявити публікації з тематики наукових досліджень
- розшукати студентам необхідні матеріали для виконання самостійної та інших робіт
- ознайомитися з публікаціями викладачів та науковців НАУ
- отримати довідки про місце зберігання потрібних матеріалів, уточнення бібліографічних   даних, фактографічні відомості
- отримати довідки про публікації законодавчих та нормативних документів
- отримати індекси УДК на статті
- отримати консультації з методики пошуку необхідної інформації та ін.

## Відділ мультимедійного та програмно-технічного забезпечення
Відділ мультимедійного та програмно-технічного забезпечення – структурний підрозділ бібліотеки.
Працівники відділу займаються:
- проектуванням та розробкою нових програмних продуктів для автоматизації, вдосконалення   бібліотечно-інформаційних процесів;
- організацією роботи по створенню та експлуатації програмного забезпечення для   автоматизації бібліотечно-бібліографічних процесів, автоматизованих робочих місць   співробітників і користувачів бібліотеки;
- технічною та програмною підтримкою електронного каталогу, локальної мережі, WEB-сайту,   електронної пошти;
- створенням електронної бібліотеки сучасних видань, а також оцифровкою раритетних   видань;
- супроводом двох комп’ютерних залів;
- наданням співробітникам бібліотеки методичної допомоги при користуванні персональними   комп’ютерами та програмним забезпеченням. 

## Науково-методичний відділ
Створений з метою організації підвищення якісного рівня інформаційно-бібліотечних процесів, для розгортання інноваційної діяльності, вивчення та впровадження прогресивних форм роботи в НТБ ДУ "КАІ".
Методично забезпечує функціонування підрозділів НТБ та Об’єднання бібліотек авіації України на основі новітніх технологій. Контролює виконання планових завдань, здійснює моніторинг виробничих процесів у підрозділах. Аналізує результати роботи НТБ, готує довідки про її діяльність на запит ректорату НАУ та МОН України. Проводить наукові та маркетингові дослідження, запроваджує НОП та демократичні процеси у колективі бібліотеки.
Вивчає ринки попиту на послуги бібліотеки та здійснює пошук варіантів співробітництва з різними організаціями і установами. Забезпечує зв’язки НТБ з громадськістю, висвітлює досвід роботи у засобах масової інформації.
Розробляє диференційовану систему підвищення кваліфікації працівників НТБ відповідно до програми ”Безперервна фахова освіта України”. 

## Відділ навчальної літератури для молодших курсів
Абонемент відділу укомплектований літературою технічного та гуманітарного профілів згідно з навчальними планами першого і другого курсів усіх інститутів та факультетів. У читальному залі є довідкова та навчальна література для всіх курсів, періодичні видання.
Запис студентів першого курсу денного та заочного навчання здійснюється централізовано за списками, поданими деканатами інститутів.
Абонемент та читальний зал відділу навчальної літератури для студентів молодших курсів обслуговують читачів щоденно, крім неділі, з 9.30 до 19.00, у суботу - з 9.30 до 16.00.
У період екзаменаційних сесій читальний зал відділу працює також у неділю з 10.00 до 16.00.
Розташований відділ в університетському корпусі № 4.

## Відділ навчальної літератури для старших курсів
Обслуговує студентів третього-шостого курсів денного відділення, Інституту заочного та дистанційного навчання, слухачів Інституту післядипломної освіти, аспірантів і докторантів, учнів Авіакосмічного ліцею, представників постійного складу університету.
В структурі відділу – абонемент і читальний зал.
Фонд абонемента укомплектований літературою згідно з навчальними планами означених вище структур.
Розташований абонемент навчальної літератури на першому поверсі головного бібліотечного корпусу.
Читальний зал, що є спільним і для відділу науково-технічної літератури, розташований на другому поверсі бібліотечного корпусу.
Абонемент і читальний зал відділу навчальної літератури для старших курсів обслуговують читачів щоденно, крім неділі, з 9.30 до 19.00, у суботу - з 9.30 до 16.00. 

## Відділ навчальної літератури в Інституті міжнародних відносин
Відділ є структурним підрозділом Науково-технічної бібліотеки, що розташований на території Інституту міжнародних економічних відносин ДУ "КАІ". Утримує понад 25 тис. видань за тематикою навчальних планів факультетів міжнародних економічних відносин, міжнародного права та інформації.
Абонементом та читальним залом відділу користуються студенти і викладачі означених факультетів, а також представники інших навчальних структур, що розташовані поблизу університетського корпусу № 7, де міститься цей підрозділ.
Режим обслуговування читачів: щоденно, крім неділі, з 9.30 до 18.00, у суботу – з 9.30 до 15.00. 

## Відділ науково-технічної літератури
Одним з провідних підрозділів бібліотеки є відділ науково-технічної літератури (НТЛ), до структури якого входять абонемент та читальні зали: науково-технічної та навчальної літератури, нормативно-технічних документів. Розташований на другому поверсі бібліотеки.
На абонементі відділу НТЛ здійснюється запис, реєстрація і обслуговування представників професорсько-викладацького складу та інших співробітників університету.

## Абонемент науково-технічної літератури та "ДСК"
У фонді абонемента зібрано наукову літературу з авіації та суміжних наук, радіотехніки, телебачення, будівництва та з інших технічних і природничих наук, наукові журнали, збірники, документи на електронних носіях.
На абонементі науково-технічної літератури є фонд дисертацій та видань з грифом “ДСК”. Видача цих матеріалів здійснюється до читального залу згідно з відповідними інструкціями. Доступ до електронних БД дисертацій надається користувачам через сайт бібліотеки завдяки підключенню до міжнародної системи URAN.
Єдині примірники та найцінніші видання з фонду абонемента видаються лише для роботи в читальному залі.
Абонемент відділу НТЛ обслуговує читачів щоденно, крім неділі, з 9.30 до 19.00, у суботу - з 9.30 до 16.00. 

## Читальний зал навчальної та науково-технічної літератури
Обслуговує викладачів, студентів та слухачів усіх навчальних структур університету, учнів Авіакосмічного ліцею, співробітників університету, а також представників інших установ та організацій. У фонді читального залу понад 20 тисяч примірників наукових, та навчально-методичних матеріалів для всіх курсів технічних факультетів університету, довідкові видання, література з економіки.
Обслуговування здійснюється за читацькими вимогами з позначенням шифрів; обладнано автоматизовані робочі місця для пошуку літератури в електронному каталозі та оформлення електронних замовлень.
Читальний зал розташований на другому поверсі бібліотеки.
Години обслуговування читачів: щоденно, крім неділі, з 9.30 до 19.00, у суботу - з 9.30 до 16.00.